# Volodymyr (patriarcha kyjevský)
Volodymyr (světským jménem: Vasyl Omeljanovyč Romanjuk; 9. prosince 1925, Chimčyn – 14. července 1995, Kyjev) byl ukrajinský duchovní ukrajinské pravoslavné církve Kyjevského patriarchátu, biskup a patriarcha kyjevský a celé Rusi-Ukrajiny.

## Život
Narodil se 9. prosince 1925 ve vesnici Chimčyn do řeckokatolické rodiny.
Když mu bylo 19, byl zatčen za členství v Organizaci ukrajinských nacionalistů. V září 1944 byl odsouzen Vojenským tribunálem NKVD Stanislavské (dnes Ivano-Frankivské) oblasti k 20 letům vězení v pracovních táborech. Poté byl rozsudek zkrácen na 10 let. Rozsudek vykonával v Poltavské oblasti.
Roku 1946 byl v táboře odsouzen za protisovětskou agitaci a propagandu. Byl poslán do Magadanské oblasti.
Po propuštění se oženil a roku 1959 dokončil Vyšší teologické kurzy v Ivano-Frankivsku. Studoval také na Moskevském duchovním semináři.
Roku 1964 byl rukopoložen na jereje a do roku 1972 sloužil v ivano-frankivské eparchii.
Promluvil na obranu zatčeného historika Valentyna Moroze. V důsledku toho byla rozpuštěna farnost ve vesnici Kosmač a bylo mu zakázáno sloužit.
V lednu 1972 byl zatčen a v červenci odsouzen za protisovětskou agitaci a propagandu na sedm let v pracovních táborech s přísným režimem a třem letům vyhnanství. Byl uznán za zvlášť nebezpečného recidivistu. Trest vykonával v táboře v Sosnovce v Mordvinsku.
Dne 1. července 1976 se vzdal sovětského občanství.
Během exilu roku 1976 oznámil svou příslušnost k Ukrajinské autokefální pravoslavné církvi.
Většina disidentů v pracovním táboře se od něj odvrátila. Iniciátorem jeho perzekuce byl řeckokatolický extremista Ivan Hel.
Od listopadu 1979 byl členem Ukrajinské Helsinské skupiny.
Roku 1984 mu byla udělena biskupem Ukrajinské pravoslavné církve v Americe (dnes součástí Ukrajinské pravoslavné církve v USA) Andrijem (Kuščakem), údajně s požehnáním konstantinopolského patriarchy Demetria I., kněžská mitra.
V letech 1987–1990 žil v Kanadě a byl členem nekanonické (dnes kanonické) Ukrajinské pravoslavné církve v Kanadě.
Po návratu na Ukrajinu byl 28. dubna 1990 postřižen na monacha se jménem Volodymyr a byl povýšen na archimandritu. Následující den byl vysvěcen na biskupa užhorodského a vynohradivského.
Zasazoval se o vytvoření nezávislé Ukrajinské pravoslavné církve s centrem v Kyjevě s titulem patriarchátu.
Od roku 1991 vedl misijní oddělení Ukrajinské pravoslavné autokefální církve. Stal se vikářem kyjevské eparchie s titulem arcibiskup bilocerkivský.
Dne 17. října 1992 byli dekretem patriarchy Mstyslava (Skrypnyka) Antonij (Masendyč) a Volodymyr (Romanjuk) exkomunikováni z církve za „neoprávněný vstup do společných činů s bývalým metropolitou Filaretem (Denysenkem)“ a za přijetí „jeho biskupského znovuvysvěcení“.
V červnu 1992 se stal jedním ze zakladatelů Kyjevského patriarchátu.
Dne 17. února 1993 byl jmenován arcibiskupem lvovským a sokalským.
Po smrti patriarchy Mstyslava byl 14. června 1993 zvolen locum tenens patriarchálního trůnu.
Dne 21. října 1993 byl na Celoukrajinském pravoslavném koncilu zvolen patriarchou kyjevským. Byl zvolen přesto to, že metropolita Filaret byl vážným kandidátem a jeho zvolení požadovalo mnoho lidí. Dne 24. října proběhla jeho slavnostní intronizace.
Přednesl četná kázání a články na teologická, politická a státní témata. Ve svých kázáních zdůrazňoval „méněcennost Ruské pravoslavné církve“.
V posledních měsících života žil v neustálém napětí. Pravidelně byl ohrožován různými lidmi. Krátce před smrtí se obrátil na Útvar pro odhalování organizovaného zločinu s prohlášením, ve kterém žádal o ochranu před svým zástupcem Filaretem. Poukázal na Filaretovo spojení kyjevskými zločineckými klany a požádal o pomoc při hledání církevní pokladny Ukrajinské pravoslavné církve, kterou si Filaret přivlastnil.
Patriarcha Volodymyr se chystal provést komplexní audit finančních a ekonomických aktivit kyjevské eparchie v čele s Filaretem. Požádal vedení ministerstva vnitra o pomoc při provedení kontroly. Zajímal ho především osud pokladny Ukrajinského exarchátu, v níž se v roce 1990 nacházely asi 3 miliardy rublů. Podle patriarchy byly peníze převedeny do volně směnitelné měny a investovány na depozitní účty v bankách mimo Ukrajinu.
Krátce na to 14. července 1995 zemřel. Tohoto dne asi v 19 hodin po určitém telefonátu se oblékl do světských šatů a odešel ze svého bydliště. Na domluveném místě na něj čekaly dvě ženy. Podle oficiální zprávy dostal infarkt a obě ženy se ho snažily oživit.
O možnosti násilné smrti se bezprostředně po jeho smrti vyjádřil jeho syn Taras a řada odborníků včetně Romana (Zvaryče).
Dne 18. července 1995 vedení Kyjevského patriarchátu rozhodlo o jeho pohřbení v katedrále svaté Sofie. Ze strany vlády měl pohřeb na starosti vicepremiér Ivan Kuras, který nedal povolení k pohřbu v katedrále, jelikož se jedná o architektonickou památkou pod ochranou UNESCO. Navrhl ho pohřbít na hřbitově v Bajkově. Zástupci patriarchátu souhlasili.
Dne 18. července odjel prezident Leonid Kučma do Běloruska a předseda vlády se nacházel na služební cestě v Kyjevské oblasti. Smuteční průvod zahájil svou cestu z chrámu svatého Vladimíra a pokračoval po Vladimirské ulici. Průvod měl jít směrem k hřbitovu, ale otočil se a pokračoval ke katedrále svaté Sofie. Na ulici se nacházela policie, a přes výzvy církevních představitelů policie nedovolila průvodu pokračovat. Poté církví pomohly jednotky Ukrajinského národního shromáždění – Ukrajinské národní sebeobrany. Jejich zpovědníkem byl právě patriarcha Volodymyr.
Po prolomení hranice se průvod dostal před uzavřený chrám. Přibližně v 16:30 začali aktivisté UNA-UNSO kopat hrob přímo na chodníku a rozbíjet asfalt. V 19:20, kdy už byla rakev zasypaná zeminou, vyšli z bran chrámu vojáci speciálních jednotek a začali vyklízet prostor. Ve 22:00 byl policejní kordón odstraněn a hrob mohl být zasypán.